# Sipyloidea fruhstorferi
Sipyloidea fruhstorferi är en insektsart som beskrevs av Günther 1938. Sipyloidea fruhstorferi ingår i släktet Sipyloidea och familjen Diapheromeridae. Inga underarter finns listade i Catalogue of Life.